# XH-26噴射吉普直升機
XH-26噴射吉普直升機（英語：American Helicopter)（製造商編號為XA-8）是美國直升機公司於1951年為美國陸軍和空軍開發可折疊和空中投放的實驗翼端引擎觀察直升機。

## 發展

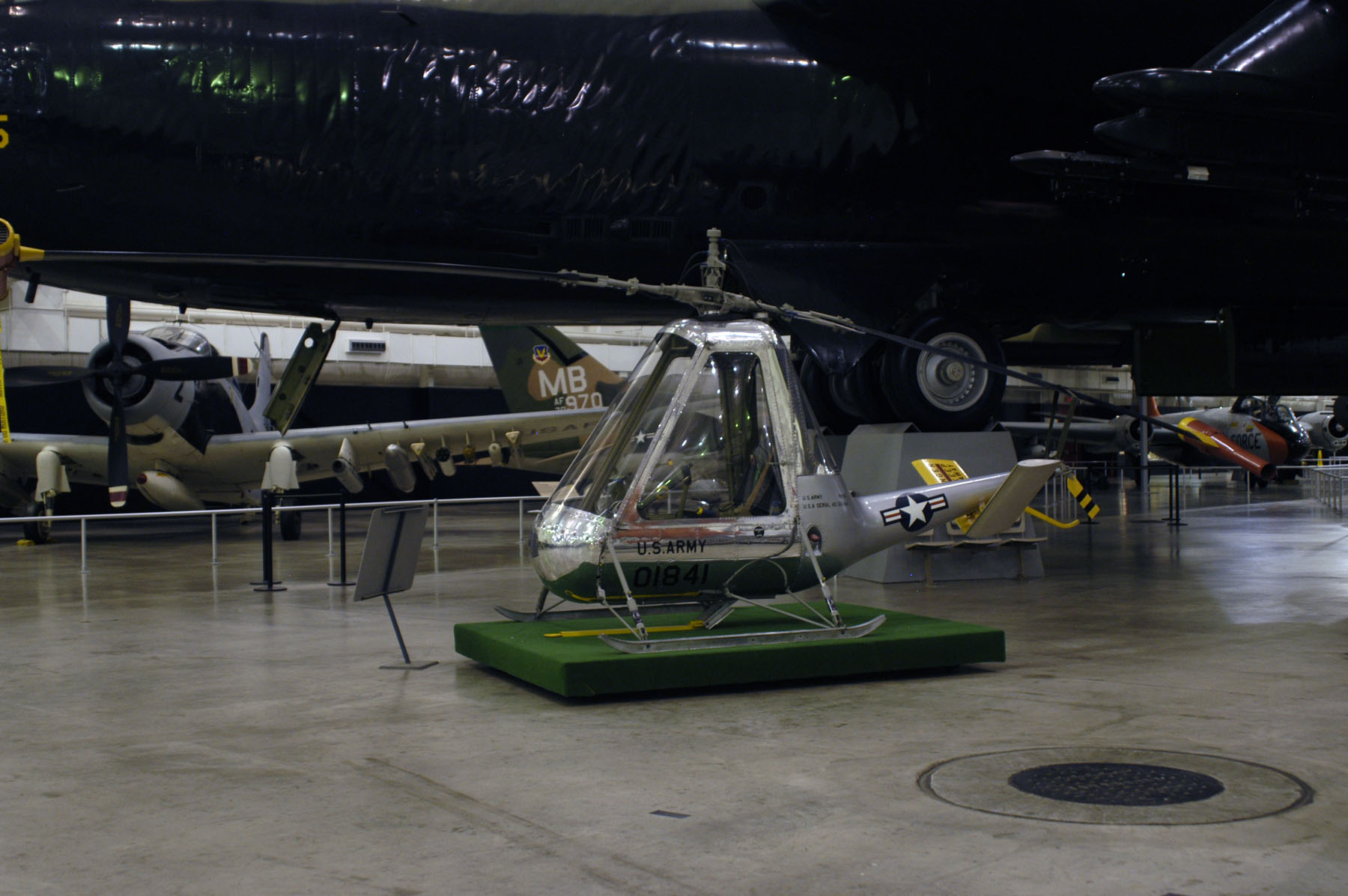
位於美國空軍國家博物館的XH-26

1951年，Model XA-8單座輕型直升機的設計在美國陸軍運輸隊和美國空軍的贊助下開始。1950年時，陸軍要求研發一款輕型、可折疊的單座非武裝直升機，並且能夠空中投送到崎嶇地形中，並能藉由簡單的工具快速組裝。這架直升機將用於觀察以及作為墜落機組人員的空投直升機，能自我離開墜落地。在對所有提案進行審查後，美國直升機公司於1951年6月根據其XA-8設計提案獲得了開發合約。XH-26共生產5架，而第一架於1952年1月首飛。
XH-26除了後機身是層壓玻璃纖維外，全機由鋁製成，並擁有一個金字塔形的玻璃駕駛艙。折疊後，其5x5x14 feet(1.5x1.5x4.3m)的貨櫃可裝在由吉普車牽引的拖車上。Jet Jeep的單機身重量不到300pounds(140kg)。並且兩個人只需20分鐘即可組裝完成。XH-26不像其他直升機那樣使用任何齒輪或內置發動機。相反，Jet Jeep使用兩具6.75-inch(17.1cm)XPJ49脈衝噴氣發動機，並安裝在葉片的尖端末端上。由於發動機無需預熱，XH-26可以在30秒內起飛。脈衝噴射機不產生扭矩，微型皮帶驅動的尾槳僅用於改善控制方向。而在數小時的飛行後，唯一需要更換的機械部件是進氣葉片，它體積小且價格便宜，只需幾分鐘即可用小工具更換。
美國直升機公司選擇將XH-26命名為Jet Jeep，是因為XH-26如同空中吉普車。XH-26可以由吉普車運輸，甚至使用相同的燃料。XH-26可以空投、組裝並在20分鐘內做好飛行準備。
陸軍和美國空軍皆評估了5架XH-26。事實證明，該機十分堅固，最高時速可達80mph(130km/h)，飛行高度可達7,000feet(2,100m)。然而，脈衝噴射機具有巨大的噪音，並且在斷電時引擎的阻力將無法透過自轉安全著陸。由於這兩個原因，陸軍發現直升機不適合使用沖壓發動機。最後，出於成本考慮，該計劃被迫取消。有人建議用冲压发动机取代XH-26的脉冲喷气式发动机，但該計畫從未實施；然而，YH-32黃蜂直升機是使用葉尖沖壓發動機。
在該計畫取消後，目前僅存的XH-26分別展示於阿拉巴馬州歐扎克的美國陸軍航空博物館和俄亥俄州代頓的美國空軍國家博物館。